# Diodo Schottky
El diodo Schottky o diodo de barrera Schottky, llamado así en honor del físico alemán Walter H. Schottky, es un dispositivo semiconductor que proporciona conmutaciones muy rápidas entre los estados de conducción directa e inversa (menos de 1ns en dispositivos pequeños de 5 mm de diámetro) y muy bajas tensiones umbral (también conocidas como tensiones de codo, aunque en inglés se refieren a ella como "knee", es decir, rodilla).

## Funcionamiento
A frecuencias bajas un diodo normal puede conmutar fácilmente cuando la polarización cambia de directa a inversa, pero a medida que aumenta la frecuencia el tiempo de conmutación puede llegar a ser muy alto, poniendo en peligro el dispositivo.
El diodo Schottky está constituido por una unión metal-semiconductor (barrera de Schottky), en lugar de la unión convencional semiconductor P - semiconductor N utilizada por los diodos normales.
Así se dice que el diodo Schottky es un dispositivo semiconductor de "portador mayoritario". Esto significa que, si el cuerpo semiconductor está dopado con impurezas tipo N, solamente los portadores tipo N (electrones móviles) desempeñarán un papel significativo en la operación del diodo y no se realizará la recombinación aleatoria y lenta de portadores tipo N y P que tiene lugar en los diodos rectificadores normales, con lo que la operación del dispositivo será mucho más rápida.

## Características

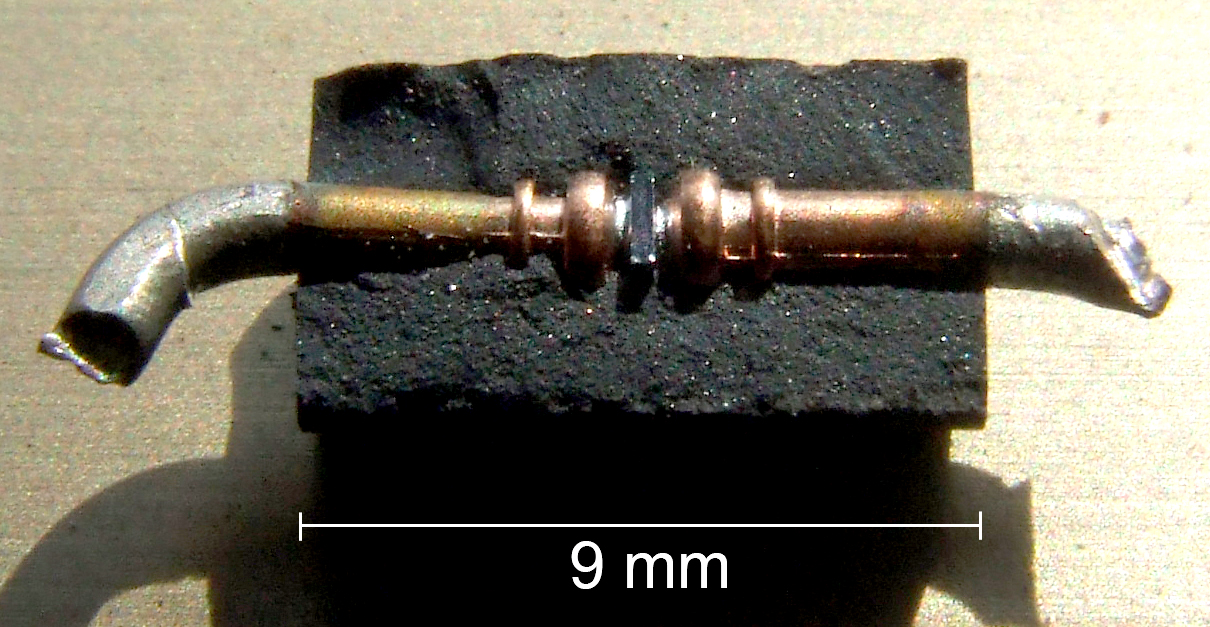
Diodo Schottky 1N5822 con un corte en su encapsulado. El semiconductor en el centro forma una barrera de Schottky entre un electrodo metálico (realizando una acción rectificadora) y un contacto ohmico con el otro electrodo.

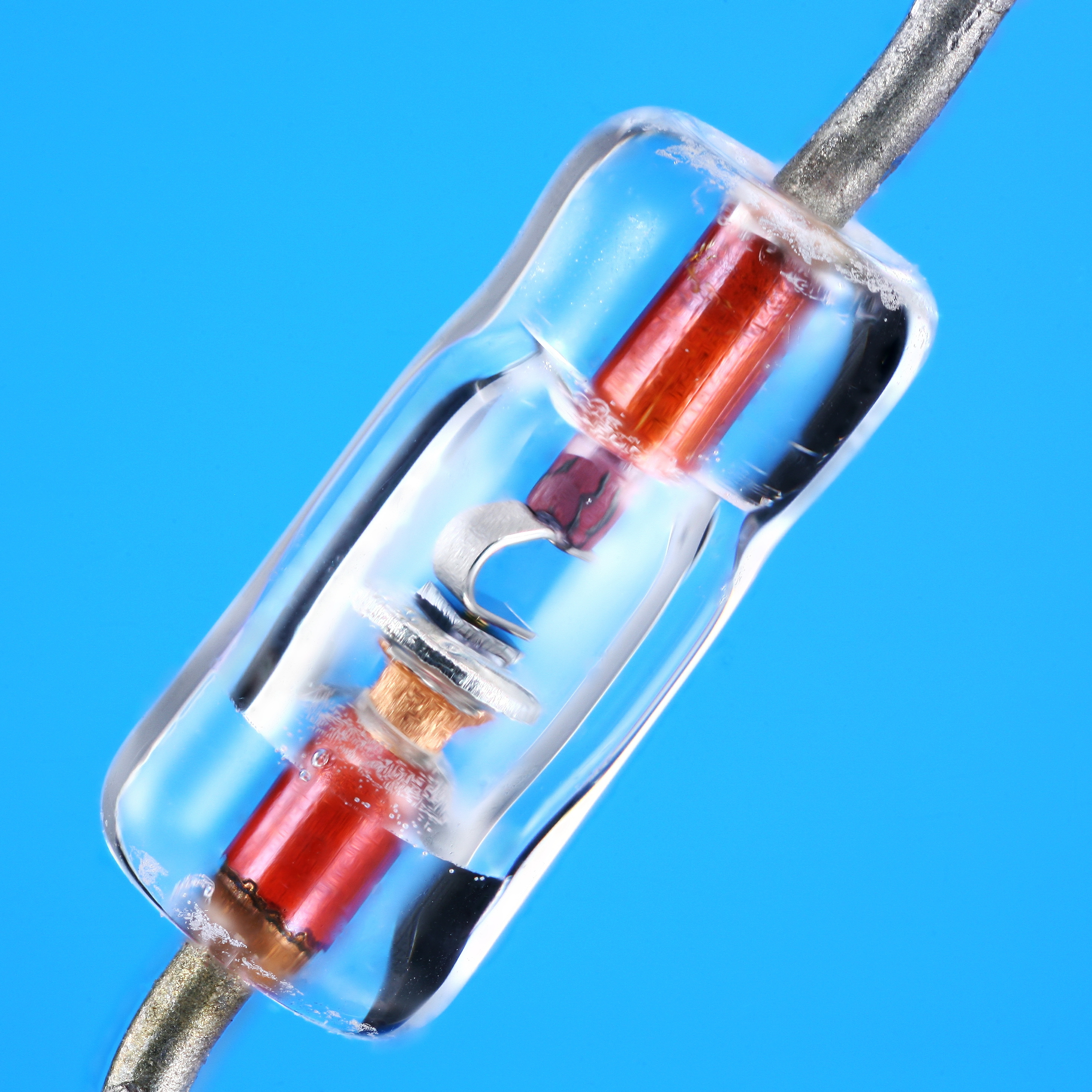
Diodo Schottky HP 5082-2800

La alta velocidad de conmutación permite rectificar señales de muy alta frecuencia y eliminar excesos de corriente en circuitos de alta intensidad.
A diferencia de los diodos convencionales de silicio, que tienen una tensión umbral —valor de la tensión en directa a partir de la cual el diodo conduce— de unos 0,7 V, los diodos Schottky tienen una tensión umbral de aproximadamente 0,2 V a 0,4 V empleándose, por ejemplo, como protección de descarga de células solares con baterías de plomo ácido.

La limitación más evidente del diodo de Schottky es la dificultad de conseguir resistencias inversas relativamente elevadas cuando se trabaja con altos voltajes inversos. El diodo Schottky encuentra una gran variedad de aplicaciones en circuitos de alta velocidad para computadoras, donde se necesiten grandes velocidades de conmutación. Además, mediante su baja caída de voltaje en directo, permite su operación con un reducido gasto de energía. Otra aplicación del diodo Schottky es en variadores de frecuencia (inverters) y circuitos controladores de motores paso a paso: cuando el circuito controlador efectúa la desconexión de los bobinados del motor estos diodos se encargan de drenar los picos de corriente inductiva que regresan de los bobinados de un motor y devolverlos al bus de continua, para que no quemen los transistores IGBT del chopper, destruyendo el dispositivo. Cuando el motor se comporta como generador, la corriente circula hacia el bus de continua a través de los diodos y no es absorbida por los IGBTs.
El diodo Schottky se emplea en varios circuitos integrados de lógica TTL. Por ejemplo los circuitos de las series 74S, LS, ALS y AS (Schottky, Low Power Schottky, Advanced Low Power Schottky, etc.) permiten que los tiempos de conmutación entre los transistores sean mucho menores, puesto que son más superficiales y de menor tamaño, por lo que se da una mejora en la relación velocidad/potencia. El tipo ALS permite mayor potencia y menor velocidad que la LS, mientras que las AL presentan el doble de velocidad que las Schottky TTL con la misma potencia.